# Naturbahnrodel-Junioreneuropameisterschaft 1981
Die 8. FIL-Naturbahnrodel-Junioreneuropameisterschaft fand vom 31. Januar bis 1. Februar 1981 in Stumm in Österreich statt.

## Technische Daten der Naturrodelbahn
| Name                   | Naturrodelbahn Stumm |
| Länge                  | 1067 m               |
| Höhendifferenz         | 0154,6 m             |
| Durchschnittl. Gefälle | 0014,5 %             |

## Einsitzer Herren
| Platz | Name               | Zeit |
| ----- | ------------------ | ---- |
| 01    | Andreas Jud        | ?    |
| 02    | Alexander Lageder  | ?    |
| 03    | Harald Steinhauser | ?    |
| 04    | Manfred Gräber     | ?    |
| 05    | Ernst Oberhammer   | ?    |
| 06    | Flavio Poletto     | ?    |
| 07    | Johann Braunegger  | ?    |
| 08    | Roland Trattnig    | ?    |
| 09    | Stefan Ascher      | ?    |
| 10    | Walter Mahlknecht  | ?    |

42 Rodler kamen in die Wertung.

## Einsitzer Damen
| Platz | Name                 | Zeit |
| ----- | -------------------- | ---- |
| 01    | Elisabeth Höllwerth  | ?    |
| 02    | Christa Fontana      | ?    |
| 03    | Irmgard Lanthaler    | ?    |
| 04    | Gabi Steiner         | ?    |
| 05    | Elke Melcher         | ?    |
| 06    | Anita Blüm           | ?    |
| 07    | Helga Pichler        | ?    |
| 08    | Sonja Strasser       | ?    |
| 09    | Ida Huber            | ?    |
| 10    | Edeltraud Oberhammer | ?    |

13 Rodlerinnen kamen in die Wertung.

## Doppelsitzer
| Platz | Name                                   | Zeit |
| ----- | -------------------------------------- | ---- |
| 01    | Andreas Jud – Ernst Oberhammer         | ?    |
| 02    | Alexander Lageder – Harald Steinhauser | ?    |
| 03    | Roland Trattnig – Harald Rabitsch      | ?    |
| 04    | Herbert Mair – Egon Wieser             | ?    |
| 05    | Manfred Gräber – Rainer Thomaseth      | ?    |
| 06    | Flavio Poletto – Walter Mahlknecht     | ?    |
| 07    | Johann Braunegger – Georg Eberharter   | ?    |
| 08    | Roland Wolf – Stefan Kögler            | ?    |
| 09    | Roland Hürlemann – Frank Schumann      | ?    |
| 10    | Karl Jensen – Einar Danbolt            | ?    |

14 Doppelsitzer kamen in die Wertung.

## Medaillenspiegel
| Platz | Land       | Gold | Silber | Bronze | Gesamt |
| ----- | ---------- | ---- | ------ | ------ | ------ |
| 1.    | Italien    | 2    | 3      | 2      | 7      |
| 2.    | Österreich | 1    | —      | 1      | 2      |